# Vogelfreistätte Lindenweiher
Die Vogelfreistätte Lindenweiher ist ein am 18. Oktober 1939 vom württembergischen Kultminister durch Verordnung ausgewiesenes Naturschutzgebiet auf dem Gebiet der Gemeinde Hochdorf.

## Lage
Das ungefähr 46 ha große Naturschutzgebiet liegt zwischen dem Hochdorfer Ortsteil Unteressendorf und Ingoldingen. Das Gebiet gehört zum Naturraum der Riß-Aitrach-Platten.

## Landschaftscharakter
Der Lindenweiher wurde im 12. Jahrhundert angelegt. Er wird umgeben von Niedermoorflächen mit zahlreichen Quellaustritten und ausgedehnten Röhrichten, Streuwiesen und bruchwaldartigen Gehölzbeständen. Der Lindenweiher wird von der Lauter entwässert.

## Flora und Fauna
„Das Lindenweiher-Gelände bietet Lebensraum für mindestens 262 Arten höherer Pflanzen und 67 Moosarten. Mit 110 Arten konnte sich auch die Pilzflora in diesem Gebiet überaus vielfältig entwickeln, besonders stark sind dabei holzbesiedelnde Pilze vertreten. Darüber hinaus beherbergt der Lindenweiher eine bemerkenswerte Wasserkäferfauna mit 34 verschiedenen Arten. Von den 52 Wanzenarten, die man bislang im Schutzgebiet entdeckt hat, gelten drei in Baden-Württemberg als gefährdet. Überregional kommt dem Lindenweiher immer noch eine große Bedeutung als Vogelschutzgebiet zu, das zahlreiche Zugvögel als Rast- und Nahrungsplatz aufsuchen.“

## Zusammenhängende Schutzgebiete
Das Naturschutzgebiet ist vom Landschaftsschutzgebiet Oberes Rißtal umgeben und gehört zum FFH-Gebiet Umlachtal und Riß südlich Biberach. Das Gebiet ist flächengleich auch als Vogelschutzgebiet Lindenweiher ausgewiesen.